# Nemotelus rudifranci
Nemotelus rudifranci är en tvåvingeart som först beskrevs av Berezovsky och Nartshuk 1993.  Nemotelus rudifranci ingår i släktet Nemotelus och familjen vapenflugor. Inga underarter finns listade i Catalogue of Life.